# Péninsule de Maisonnette
La péninsule de Maisonnette est une région située au nord-est du Nouveau-Brunswick, dans le comté de Gloucester. La péninsule a une forme triangulaire et mesure environ 8 km de long par 4,6 km de large au maximum. Elle est rattachée au continent par l'ouest, bordée au nord par la baie des Chaleurs et au sud par la baie de Caraquet. L'embouchure de la rivière du Nord se trouve au sud-ouest. À l'est se trouve la
pointe de Maisonnette (en) et au sud la pointe à l'Huître. Il n'y a pas de cours d'eau important, la plupart du territoire est couvert de forêts et il y a une tourbière en exploitation. À la pointe de Maisonnette se trouve une grande dune. Dans les années 1990, la dune a été endommagée et la plus grande partie forme maintenant l'île appelée La Dune.
Sur la rive sud de la péninsule se trouve le hameau de Village-des-Poirier, sur la pointe de Maisonnette se trouve le village de Maisonnette et finalement sur la rive nord s'étend le hameau d'Anse-Bleue. La totalité du territoire est compris dans la paroisse de New Bandon. La péninsule est incluse dans la région plus vaste de la péninsule acadienne.